# Begum Kamrun Nahar Jafar
Begum Kamrun Nahar Jafar é uma política do Partido Jatiya (Ershad) e ex-membro do Parlamento pelo Chittagong-10.

## Carreira
Jafar foi eleita para o parlamento por Chittagong-10 como candidata do Partido Jatiya em 1988. Ela serviu como membro do parlamento no assento reservado para mulheres n.º 29 no segundo parlamento em 1979 e no terceiro parlamento em 1986.